# Cosimo Alamanni
Cosimo Alamanni (Milán, 30 de agosto de 1559 - Milán, 24 de mayo de 1634) fue un filósofo y teólogo italiano. Generalmente se lo considera uno de los grandes filósofos escolásticos de la Edad Moderna.

## Vida
Su padre, Benedetto, hospedó en su casa a los jesuitas enviados a Milán (1564) para fundar un colegio. Alamanni entró en la Compañía de Jesús, así como sus cuatro hermanos. Estudió filosofía en Milán (1578-1581) y teología en el Collegio Romano (1584-1588), donde tuvo como profesores a Francisco Suárez y Gabriel Vásquez. Tras su ordenación, fue enviado al Colegio Jesuita de Brera de Milán, donde enseñó filosofía (1588-1593), teología escolástica (1593-1597, 1600-1603) y teología moral (1603-1605). Por causa de su salud, tuvo que dejar la docencia, y pasó dieciocho años (1606- 1624) en Pavía, como consejero del obispo en cuestiones teológicas y judiciales. De vuelta en Milán, fue un año confesor en la Casa Profesa, y nueve (1625- 1634) prefecto de estudios de Brera.
Durante su estancia en Pavía, Alamanni compuso una Summa totius philosophiæ, según el currículo del tiempo, pero integrada con textos de las diversas obras de Tomás de Aquino, interpretados fielmente y ampliados con notable profundidad. La primera edición de cinco volúmenes (1618-1623) comprendía la lógica, física y parte de la metafísica; le faltaba la ética. Una segunda edición póstuma, publicada en París (1639-1640) por Jean Fronteau, OSA, completaba la metafísica y añadía la ética. Esta segunda edición fue reeditada en tres volúmenes (1885-1891) por Franz Ehrle, que añadió un esbozo biográfico en su prefacio, así como un breve laudatorio de León XIII. La difusión de esta obra influyó en el nacimiento de la neoescolástica.

## Obras
- Summa totius philosophiæ e D. Thomae Aquinatis Angelici Doctoris doctrina, 5 v. (Pavia, 1618-1623).